# Louis de Lesclache
Louis de Lesclache ou Louis de L’Esclache (vers 1620-1671), est un philosophe et grammairien français, ayant notamment proposé en 1668 une simplification phonétique de l'orthographe française.